# Crocota tinctaria
Crocota tinctaria là một loài bướm đêm trong họ Geometridae.

## Hình ảnh

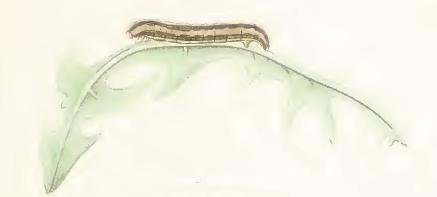
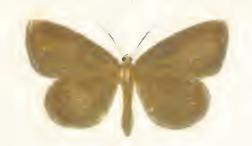
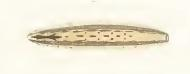